# Älvdalen (plaats)
Älvdalen (rivierdal) is de hoofdplaats van de gemeente Älvdalen in het landschap Dalarna en de provincie Dalarnas län in Zweden. De plaats heeft 1812 inwoners (2005) en een oppervlakte van 299 hectare.
De plaats is gelegen aan de oostoever van de Österdalälven, die in midden Zweden stroomt. Het dorp heeft een lintbebouwing langs de doorgaande weg tussen Särna en Mora.
De plaats is vaak in het Elfdaals Tjyörtjbynn (nl: het Kerkdorp) genoemd door de inwoners, want het is de enige plaats in de oude gemeente Älvdalen, die een kerk heeft.

## Verkeer en vervoer
Bij de plaats loopt de Riksväg 70.
Vroeger reed er een trein tussen Mora en Älvdalen; deze ging bij het gehucht Oxberg de rivier over. Net als in Sveg is bezuinigd bij het bouwen van de brug. Het enkelspoor van de trein ligt midden op de verkeersbrug; niet gescheiden van het autoverkeer. De plaats had vroeger een station aan de spoorlijn Älvdalen - Mora.